# Calzado litúrgico

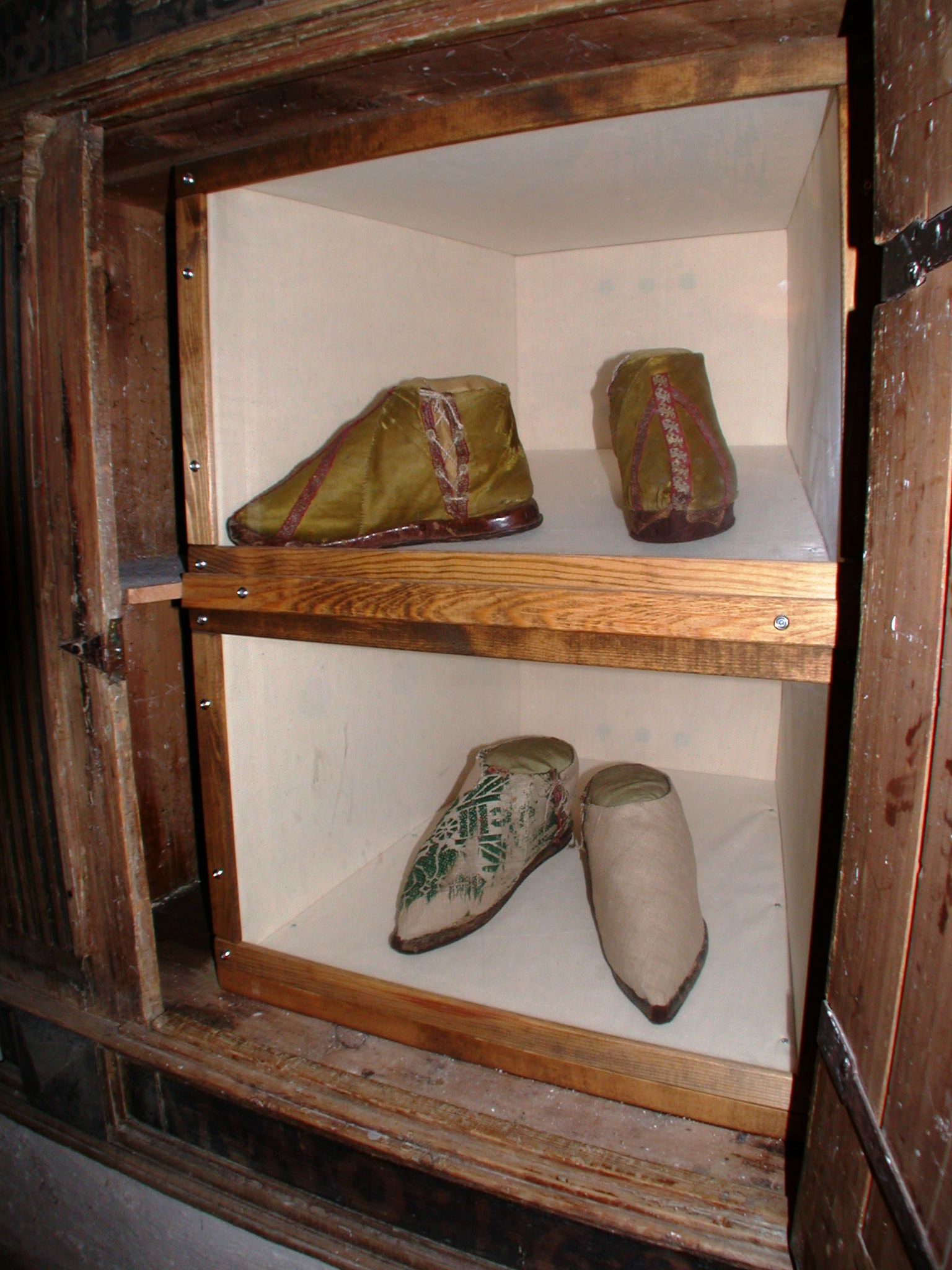
Calzado litúrgico, supuestamente del

Del calzado litúrgico se hace mención en documentos de finales del siglo VI pero ya en el V existen representaciones del mismo en algunos mosaicos. Se compone de dos partes:
- una exterior, llamada sandalias y campagus
- otra interior, llamada cáligas, calces y udo que vulgarmente se llaman medias.

Hacia el siglo VIII estuvieron en uso también para los clérigos inferiores pero desde el siglo XI quedaron como ornamentos privados del Papa, de los obispos y de algunos dignatarios a los que se concede por privilegio. Las sandalias tuvieron hasta dicho siglo XI una forma parecida a nuestras alpargatas abiertas y se ataban con finas correas. Desde entonces, fueron cerrándose y elevándose más y más sobre el pie quedando del todo cerradas y altas en los siglos XIII y XIV. Después se han usado bajas y algo abiertas. Su material de fabricación ha sido casi siempre el cuero para la suela (a veces, de tabla recubierta de cuero) y hasta el siglo XII también para las demás partes del calzado. Pero en este siglo se forraba de seda con bordados la parte superior y desde el XIII se quedó la seda sola con algún bordado sencillo. En cuanto a las cáligas, nombre que tomaron definitivamente desde el siglo XI consta por los monumentos que fueron blancas y se hacían generalmente de lienzo hasta dicho siglo. Y desde el siglo XIII, se usan de seda de color, ya de punto, ya de piezas de estofa convenientemente cortadas y cosidas. Se conservan en varios museos y tesoros de iglesias curiosos ejemplares de dichos ornamentos que se remontan al siglo XIII y algunos hasta el XI.
En su forma definitiva, tanto sandalias como cáligas se adaptan al color litúrgico del pontifical que se celebra. Aunque abolidas en la reforma litúrgica posterior al Concilio Vaticano II, siguen en uso para aquellas celebraciones acogidas al ritual tradicional.